# Corona 71
Corona 71 – amerykański satelita rozpoznawczy do wykonywania zdjęć powierzchni Ziemi. Drugi statek serii Keyhole-4A tajnego programu CORONA.

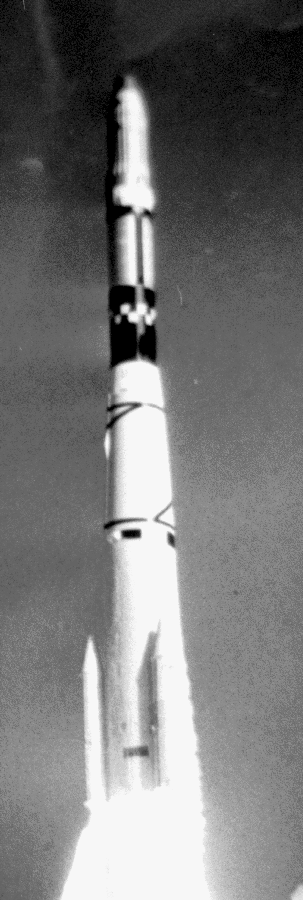
Start rakiety Thor Agena D z satelitą Corona 71

Materiał zdjęciowy uszkodzony przez duże przecieki światła. Nigdy nie odzyskano drugiej kapsuły powrotnej (1002-2). Pierwszą przechwycono w locie, nad Oceanem Spokojnym. Serię KH-4A zawieszono do marca 1964.
Satelity serii KH-4A wykonały łącznie 517 688 zdjęć na 394,11 km taśmy filmowej.